# Michael Bartels
Michael Bartels (Plettenberg, 1968. március 8. –) német autóversenyző, az FIA GT-sorozat háromszoros (2006, 2008, 2009), és az FIA GT1-es világbajnokság egyszeres (2010) bajnoka.

## Pályafutása

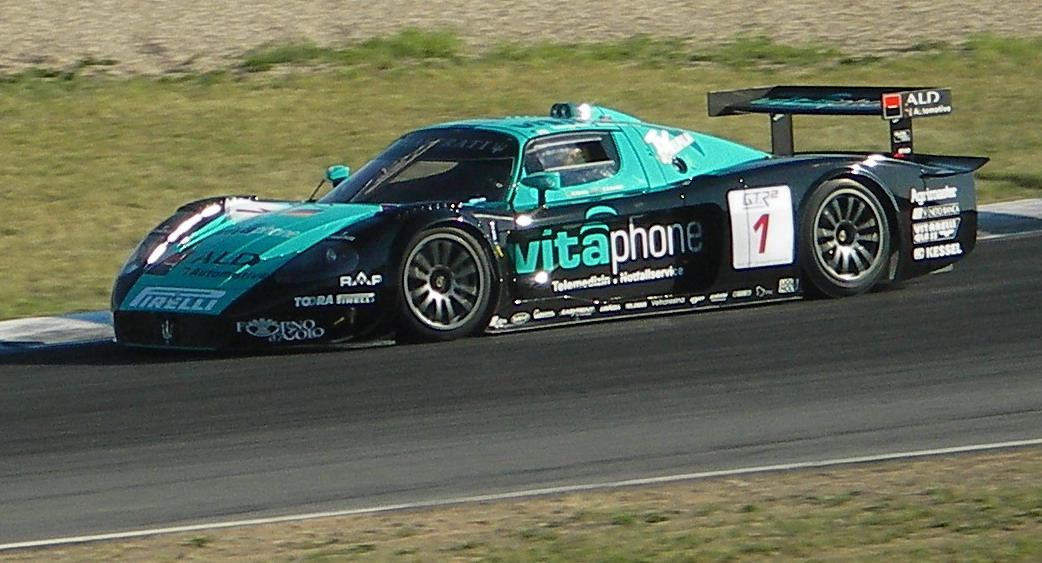
Bartels 2006-ban az FIA GT-bajnokság egy futamán

1986-ban megnyerte a német Formula–Ford 1600-as sorozatot. 1988-ban és 1989-ben hazája Formula–3-as bajnokságában versenyzett. Első évében egy, majd a második idényében három futamgyőzelmet szerzett. Az 1989-es szezont Karl Wendlinger, Heinz-Harald Frentzen és Michael Schumacher mögött a negyedik helyen zárta.
1990-től 1993-ig leginkább a nemzetközi Formula–3000-es széria futamain indult. 1991-ben a Formula–1-es világbajnokság négy versenyén is vett részt. Michael a Lotus-istállóval a német, a magyar, az olasz és a spanyol nagydíjakra nevezett, azonban ezek egyikére sem tudta kvalifikálni magát.
1994 óta különböző nemzeti és nemzetközi túraautós sorozatokban versenyez. Hosszú évekig indult a német túraautó-bajnokságban, 2004-től pedig rendszeres résztvevője az FIA GT-sorozatnak. Ez idő alatt négy bajnoki címet szerzett. Az olasz Andrea Bertolinivel háromszor lettek elsők a GT1-es kategóriában, majd 2010-ben megnyerték a már FIA GT1-es világbajnokságként futó bajnokság pontversenyét.
Bartels több legendás hosszútávú versenyen is jegyez győzelmeket. 2000-ben és 2001-ben a győzött a nürburgringi 24 órás futamon, 2005-ben, 2006-ban és 2008-ban pedig a Spa-i 24 óráson lett első.

## Eredményei
Teljes Formula–1-es eredménylistája
(Táblázat értelmezése)

(Félkövér: pole-pozícióból indult; dőlt: leggyorsabb kört futott) 

| Év   | Csapat     | Modell     | Motor   | 1   | 2   | 3   | 4   | 5   | 6   | 7   | 8   | 9      | 10     | 11  | 12     | 13  | 14     | 15  | 16  | Helyezés | Pont |
| ---- | ---------- | ---------- | ------- | --- | --- | --- | --- | --- | --- | --- | --- | ------ | ------ | --- | ------ | --- | ------ | --- | --- | -------- | ---- |
| 1991 | Team Lotus | Lotus 102B | Judd V8 | USA | BRA | SMR | MON | CAN | MEX | FRA | GBR | GER Nk | HUN Nk | BEL | ITA Nk | POR | ESP Nk | JPN | AUS | -        | 0    |